# Olusegun Obasanjo
Olusegun Obasanjo (jorubsky Oluṣẹgun Mathew Okikiọla Arẹmu Ọbasanjọ, * 5. března 1937) je politik zásadního významu na nigerijské i celoafrické politické scéně. V letech 1999–2007 zastával úřad prezidenta Nigérie. V roce 1995 mu byla udělena Cena Indiry Gánghíové.

## Životopis
V roce 1958 vstoupil do armády a studoval vojenství ve Velké Británii a Indii. V únoru 1976 se po zavraždění diktátora Murtaly Mohammada stal jako generálporučík hlavou státu. V roce 1979 předal moc prezidentu Alhadžimu Šehu Šagarimu a v hodnosti generálplukovníka odešel do výslužby. Koncem 80. let 20. století připravoval v Jihoafrické republice dialog bělošské vlády s černošskou většinou. V období autoritářské vlády Saniho Abachy v Nigérii (1993–1998) se Obasanjo stavěl proti porušování lidských práv a byl uvězněn. Propuštěn byl až po Abachaově smrti. V roce 1999 byl zvolen prezidentem jako kandidát Lidové demokratické strany.
V srpnu 2021 jmenovala Africká unie Olusegun Obasanjo vysokým představitelem pro mír v Africkém rohu.

## Vyznamenání
- velkokomtur Řádu federativní republiky – Nigérie, 23. září 1981 – udělil prezident Shehu Shagari[1]
- velkokříž s řetězem Záslužného řádu Maďarské republiky – Maďarsko, 2001[2]
- Řád liberijských průkopníků – Libérie, 2017[3]
- společník Řádu ghanské hvězdy – Ghana